# Carex inversa
Espèce
Classification phylogénétique
Carex inversa est une espèce de plantes du genre Carex et de la famille des Cyperaceae.